# Jean-Louis Bory
Pour les articles homonymes, voir Bory.
 (septembre 2012).
Si vous disposez d'ouvrages ou d'articles de référence ou si vous connaissez des sites web de qualité traitant du thème abordé ici, merci de compléter l'article en donnant les références utiles à sa vérifiabilité et en les liant à la section « Notes et références ».
Jean-Louis Bory est un écrivain, journaliste, critique cinématographique et scénariste français, né le 25 juin 1919 à Méréville (aujourd’hui en Essonne), commune où il s’est suicidé le 11 juin 1979.

## Biographie

### Enfance et études
Le père de Jean-Louis Bory est un pharmacien amateur d'aquarelle et sa mère une institutrice. Il est issu d’un milieu d’instituteurs. Il reçoit une éducation peu religieuse, son père étant athée et sa mère non pratiquante[réf. nécessaire]. Il est marqué par la période du Front populaire[précision nécessaire][réf. nécessaire].
Jean-Louis Bory fait de brillantes études secondaires au collège d’Étampes. Après le baccalauréat, il est admis en khâgne (classe préparatoire littéraire au concours de l'École normale supérieure) au lycée Henri-IV à Paris.
Ayant échoué au concours de 1939, il est appelé sous les drapeaux[précision nécessaire]. Il est de retour au Quartier latin en octobre 1942[réf. nécessaire]. Il participe aux maquis d'Orléans et d'Angerville. Il est reçu 14e à l'agrégation de lettres en 1944. Il est nommé professeur au lycée de Haguenau (Bas-Rhin).

### Période du professorat (1945-1962)
À la rentrée de 1945, les éditions Flammarion publient son premier roman — Mon village à l'heure allemande, écrit de mai à juillet 1944 à Méréville — qui est récompensé par le prix Goncourt de 1945 avec le soutien de Colette. Le livre reçoit un accueil exceptionnel du public (500 000 exemplaires dont 300 000 en France). Les droits d'auteur lui permettent de racheter la propriété acquise en 1880 par ses grands-parents à Méréville (alors en Seine-et-Oise) et ayant ensuite appartenu à la comtesse Cally, sa tante : la « villa des Iris », qu’il rebaptise « la Calife ». Paradoxalement, l'obtention du prix Goncourt sera un lourd « poids » à porter, que l'écrivain Bory ne réussira pas à assumer.
En 1947 paraît son second livre, Chère Aglaé, qui ne connaît pas le même succès. En 1948, il est muté en région parisienne au lycée-pilote de Montgeron, annexe du lycée Henri-IV, où il se lie d'amitié avec l'une de ses collègues, l'artiste peintre Alice Richter.
À cette époque, il collabore à La Gazette des Lettres, avec Robert Kanters, Paul Guth et François Mauriac. En 1951, professeur en classe de première au lycée Voltaire de Paris, il fait un séjour à la montagne, se casse une jambe, écrit Un noël à la tyrolienne et revient plâtré finir en quelques mois un programme de littérature française abrégé, qu'il mène de façon éblouissante[réf. nécessaire].
Politiquement, Jean-Louis Bory appartient à cette génération désenchantée par le fait qu'il n’y a pas eu de mouvement « de la Résistance à la Révolution ». Sollicité par Aragon pour adhérer au Parti communiste français, il s'en tient à l’adhésion à des organisations proches du Parti comme le Mouvement de la paix, le Comité national des écrivains ou l’association France-URSS.
Il débute dans le journalisme en 1952 par des tribunes dans Samedi Soir. En 1955, il choisit de suivre son ami François Erval au service littéraire de L'Express, hebdomadaire qui soutient les idées de Pierre Mendès France, auxquelles il est de plus en plus sensible. En 1956, il rompt complètement avec les communistes à la suite de l'intervention soviétique à Budapest, contre laquelle il signe une pétition avec Edgar Morin, Gilles Martinet, Jean-Marie Domenach et Georges Suffert (France Observateur, 8 novembre 1956). Il démissionne aussi du Comité d'honneur de l'association France-URSS.
Cela ne l'empêche pas d’afficher ses positions tiers-mondistes et anticolonialistes. En 1960, ayant signé le Manifeste des 121, il est suspendu du poste de professeur qu’il occupe au lycée Henri-IV depuis 1957. Il est réintégré au bout de quelques mois, mais cet événement marque une rupture dans son rapport avec l’enseignement, métier pour lequel il avait le plus grand respect. Ses élèves le lui rendaient bien, ainsi que l'a rappelé Michel Cournot dans un article paru après sa mort dans le Nouvel Observateur. Il est interviewé par la télévision française sur son métier de professeur et ses rapports avec ses élèves dans l'émission "L'avenir est à nous" qui est diffusée le 9 octobre 1961.
C'est cette année-là qu'il intègre le comité de rédaction des Cahiers des saisons, revue où il publie de courts textes littéraires. En 1961, il remplace François Truffaut comme critique cinématographique à l'hebdomadaire Arts. L’année suivante, il abandonne l’enseignement et sa collaboration à La Gazette des Lettres pour se consacrer au journalisme et à la littérature, bien qu'il subisse un nouvel échec littéraire avec L’Odeur de l’herbe en 1962.

### Période duMasque et la Plumeet duNouvel Observateur
Son entrée à l’émission Le Masque et la Plume, en 1964, assure à Jean-Louis Bory une audience qui contribue à son succès de critique. Fin 1964, il cesse sa collaboration à L'Express par fidélité à François Erval[précision nécessaire]. Dès janvier 1965, Guy Dumur lui offre de poursuivre ses critiques littéraires au Nouvel Observateur. S’il s’y sent « politiquement en famille », il distingue ses amitiés politiques de ses affinités littéraires. Ainsi, il a contribué à réhabiliter Céline avant de se lier d’amitié avec Paul Morand et Jacques Chardonne. Et le groupe (François Nourissier, Hervé Bazin, Jean d'Ormesson, Georges Suffert, Louis Pauwels) qu’il réunit à Méréville en 1964-1965 est marqué à droite. Son spectre d’amitiés est donc très large.
À partir de novembre 1966, Jean-Louis Bory assure la critique cinématographique du Nouvel Observateur à la place de Michel Cournot. Michel Mardore assure avec lui jusqu'en 1971 le choix des films pour les critiques.
Mettant fin à sa collaboration à Arts, il s’impose comme le critique cinéma du journal même s’il y est peu présent, se contentant de passer pour déposer son article. Célèbre pour les joutes qui l'opposent à Georges Charensol et à Michel Aubriant (alias Pierre des Vallières, fils de Jean des Vallières) au Masque et la plume, il défend notamment le cinéma du tiers-monde, particulièrement africain et arabe. Il apparaît aussi comme le plus influent des critiques du circuit « art et essai » du Quartier latin. Mais son ardeur est encore plus vive en mai 68, où il est un des leaders qui font arrêter le Festival de Cannes 1968 dont il avait été membre du jury l’année précédente. Cela ne l'empêchera pas d’être membre de sa commission de sélection de 1970 à 1973, ni d’être des plus assidus au festival de La Rochelle.
Jean-Louis Bory n’intervient pas dans les choix du journal qu’il trouve politiquement discutables. Mais il téléphone régulièrement à Jean Daniel pour lui donner son avis sur un éditorial. Il plaide ainsi pour la cause palestinienne, la trouvant insuffisamment défendue. Il défend quant à lui des films d’aspect avant-gardiste ou scandaleux qui s’attachent à remettre en question la société, ses institutions et ses valeurs traditionnelles. À côté de films explicitement politiques qu’il soutient en dehors de toutes considérations artistiques, il défend un cinéma dont l’aspect contestataire tient moins au sujet qu’à la subversion du langage cinématographique traditionnel.
Godard, Robbe-Grillet, Resnais, Pasolini, Duras ou les frères Taviani sont des cinéastes qui lui tiennent à cœur. Défenseur d’une culture « alternative », il se montre souvent agressif à l'égard des films de distraction ou à grande distribution, qui ne remettent en cause ni les tabous de la morale et de la vie sociale, ni les habitudes de voir et de penser. Son mépris pour le cinéma de Michel Audiard, Bourvil ou Louis de Funès, qu'il juge bourgeois et « franchouillard », n’a d’égal que celui qu'il témoigne à des films qui, tels ceux d'Henri Verneuil — exaltant selon lui des valeurs bourgeoises, d’argent et d’ambition — ou de Claude Lelouch — mettant en scène des personnages socialement « arrivés » — véhiculent des représentations légitimant la droite. Il défend des films difficiles comme Quelque part quelqu'un de Yannick Bellon.
Cette liberté, qui lui permet de consacrer sa chronique « à un film qui ne sera vu que par l’auteur et par [lui] », est garantie à ses yeux par la modestie de sa rémunération. En effet, la direction du Nouvel Observateur déplore de le voir ignorer systématiquement les films à gros budget et à grand public et exerce sur lui une certaine pression en suscitant un concurrent moins militant[réf. nécessaire]. Malgré tout, il n’est pas réellement inquiété et refuse en 1972 de répondre à l’invitation chaleureuse de François Nourissier de venir travailler au Point. Au contraire, il fait entrer Michel Grisolia pour l’aider à rédiger les petites notices qu’on lui réclame sur les films.

### Les années 1970
Les années 1970 sont marquées par sa lutte pour les droits des homosexuels. Celle-ci transparaît dans ses œuvres autobiographiques, La Peau des zèbres en 1969 ; Tous nés d’une femme en 1976, mais surtout dans Ma moitié d'orange en 1973, succès dans lequel il annonce publiquement son homosexualité. Il s’affiche alors dans l’association homosexuelle Arcadie, faisant à son premier colloque une intervention des plus retentissantes. Il milite ensuite dans sa scission gauchiste, le Front homosexuel d'action révolutionnaire (FHAR), dont un des membres, Guy Hocquenghem, écrit avec lui Comment nous appelez-vous déjà ?. Il poursuit son militantisme au Groupe de libération homosexuel, s'opposant toujours aux préjugés et aux interdits traditionnels pesant sur les plus marginaux.
Parallèlement à ce combat, il publie plusieurs essais consacrés au roman populaire — tels que Eugène Sue, dandy mais socialiste en 1973 — et un essai historique, La Révolution de Juillet ou les Trois Glorieuses en 1972. Mais c'est Le Pied, en 1976, qui reçoit le plus de succès de la période. Dans ce roman fantaisiste, il malmène certaines figures de l’intelligentsia comme Simone de Beauvoir et Michel Foucault.
En 1976, il témoigne dans le documentaire Chantons sous l'Occupation d'André Halimi.

### Mort

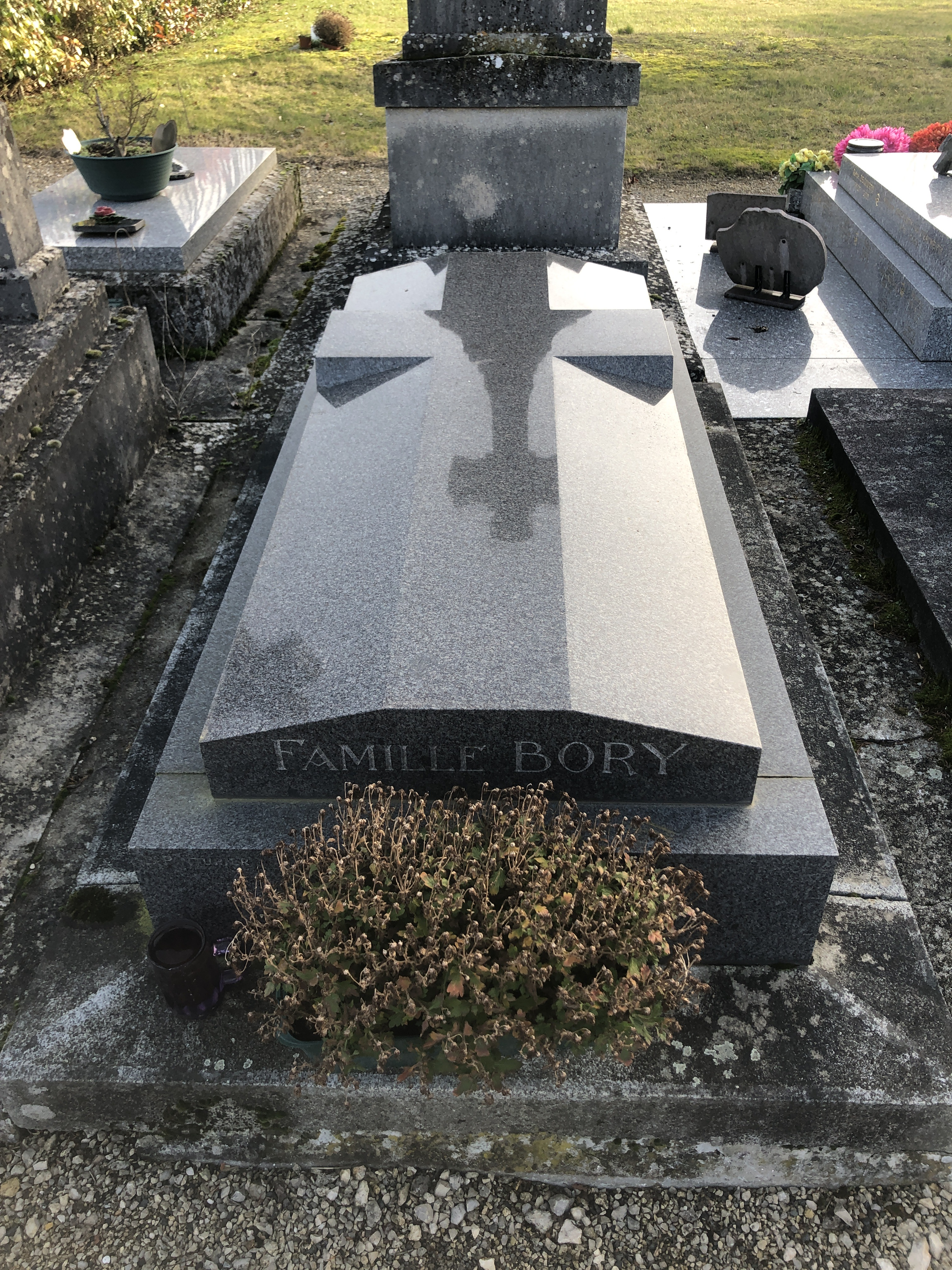
La tombe de Jean Louis Bory à Méréville.

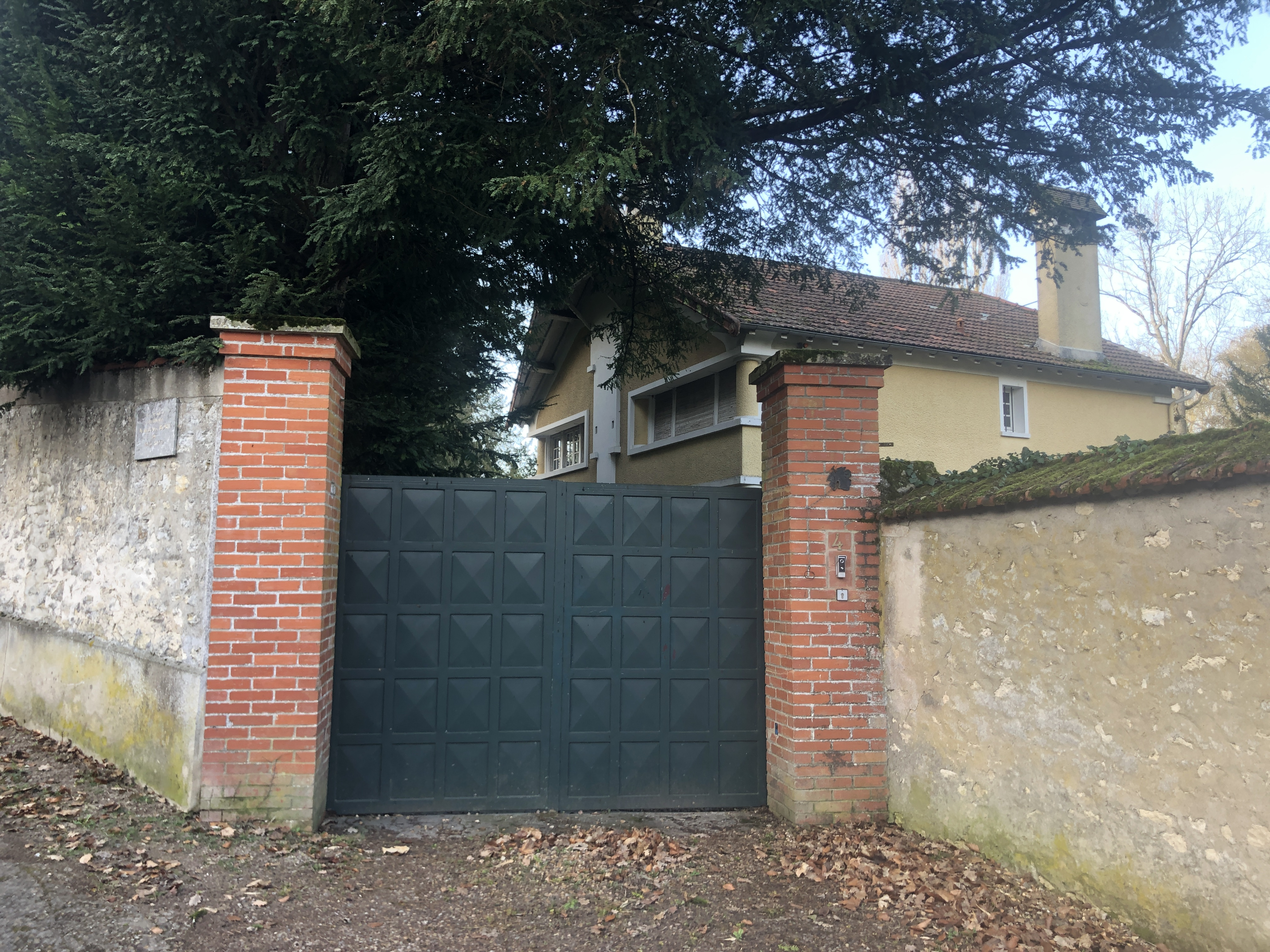
« La Villa des Iris » ou « La Calife », Méréville (Essonne, France).

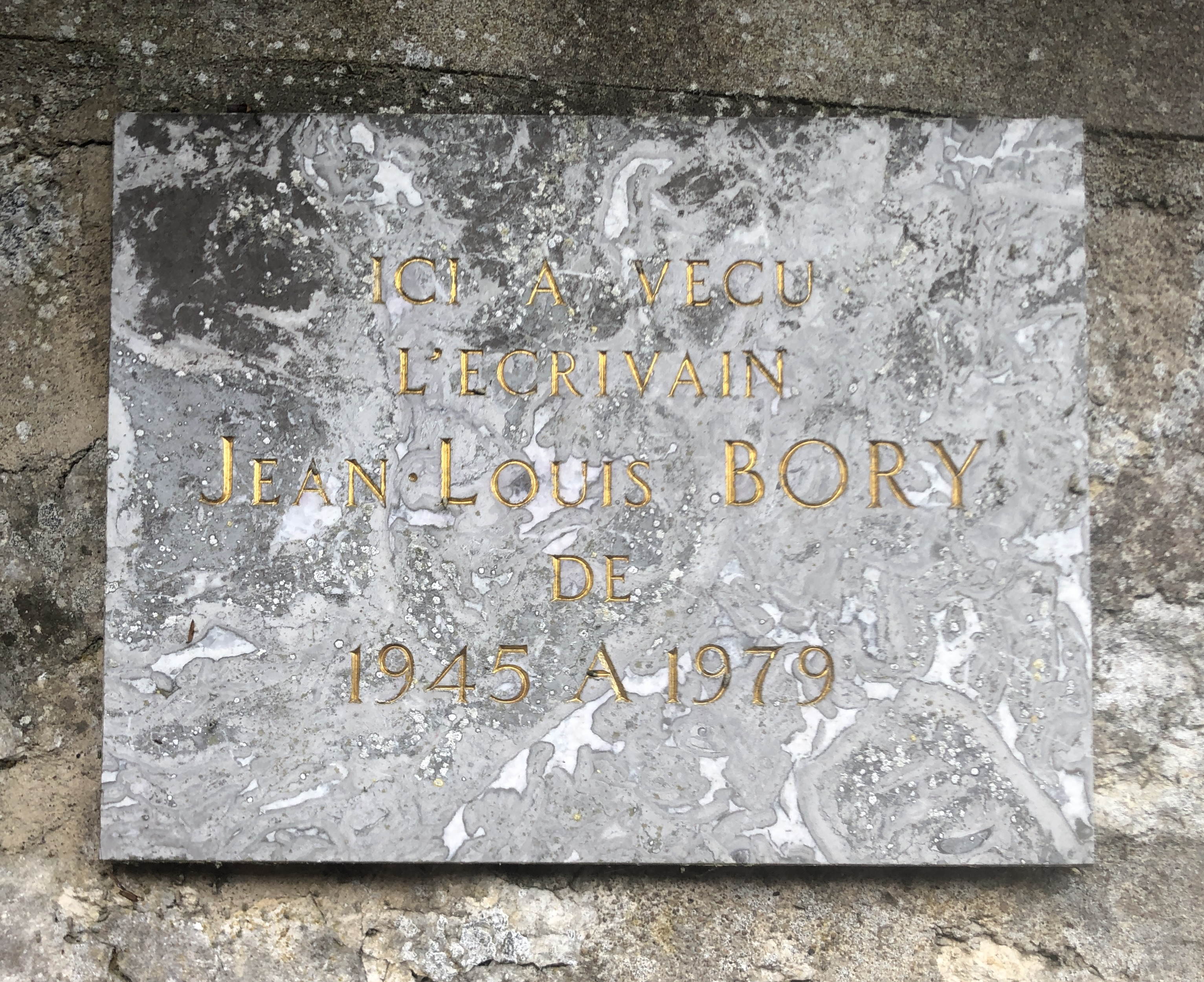
Plaque sur sa propriété.

De 1945 à sa mort le 11 juin 1979, Jean-Louis Bory habite La Villa des Iris ou La Calife, une maison à Méréville (Essonne) achetée par ses grands-parents paternels. 
Tombant dans une grave dépression en août 1977, il ne refait surface que lors d’une brève période de rémission, d'octobre 1978 à février 1979, où il publie un amusant portrait du révolutionnaire et homme d'État Cambacérès. Dans la nuit du 11 au 12 juin 1979, vraisemblablement vers 21 h, il se suicide par arme à feu chez lui. C'est au matin du 12, dès 7 h, que les chaînes de radio font état de sa mort. Il est inhumé dans le caveau familial du cimetière de son village.

## Œuvres

### Romans
- Mon village à l'heure allemande, Flammarion, 1945, prix Goncourt 1945.
- Chère Aglaë, Flammarion, 1947.
- Fragile ou le Panier d'œufs, Flammarion, 1950.
- Un Noël à la tyrolienne, Pierre Horay, 1952.
- Une vie de château, Flammarion, 1954.
- La Sourde Oreille Julliard,1958
- Usé par la mer, Julliard, 1959.
- L'Odeur de l'herbe, Julliard, 1962.
- La Peau des zèbres, Gallimard, 1969.
- Voir les passants ou les miettes célibataires, Gallimard, 1975.
- Tous nés d'une femme (La Peau des zèbres II), Gallimard, 1976.
- Le Pied, Belfond, 1977.
- Un prix d'excellence, Gallimard, 1986.

### Essais
- Pour Balzac et quelques autres, Éditions Julliard, 1960.
- Eugène Sue, dandy mais socialiste, Éditions Hachette, 1962.
- La Révolution de Juillet, Gallimard, 1972.
- Ma moitié d'orange, Éditions Julliard, collection « Idée fixe », 1973. Réédition avec une préface de Dominique Fernandez, H&O, collection « Classiques H&O poche », Béziers, 2005, 128 p.  (ISBN 2-84547-110-6).
- Tous nés d'une femme, Éditions Gallimard, 1976.
- « Vivre à midi », dans Comment nous appelez-vous déjà ? Ces hommes que l'on dit homosexuels, en collaboration avec Guy Hocquenghem, Paris, Calmann-Lévy, 1977.
- Les cinq girouettes ou Servitudes et souplesses de Son Altesse Sérénissime le Prince Archichancelier de l'Empire Jean-Jacques-Régis de Cambacérès, Duc de Parme, Paris, 1979  (ISBN 2913867316).

### Sur le cinéma
- Cinéma I : Des yeux pour voir, 10/18, 1971.
- Cinéma II : La Nuit complice, 10/18, 1972.
- Cinéma III : Ombre vive, 10/18, 1973.
- Cinéma IV : L’Écran fertile, 10/18, 1974.
- Cinéma V : La Lumière écrit, 10/18, 1975.
- Cinéma VI : L’Obstacle et la gerbe, 10/18, 1976.
- Cinéma VII : Rectangle multiple, 10/18, 1977.
- Cinéma VIII : Dernières chroniques cinématographiques. 1977-1979, Mémoire du Livre, 2000.
- Questions au cinéma, Éditions Stock, 1973.

### Scénarios
- 1966 : Roger la Honte (Trappola per l'assassino) de Riccardo Freda.
- 1972 : Le Père Goriot (du roman d'Honoré de Balzac), téléfilm de Guy Jorré.
- 1972 : D'Artagnan amoureux (du roman de Roger Nimier) mini-série en cinq épisodes de Yannick Andréi.

### Théâtre
- 1957 : Le Chevalier d'Olmedo de Lope de Vega, mise en scène Albert Camus, Festival d'Angers[19].